# Islote Redondo
Die Islote Redondo (spanisch für Runde Insel) ist eine dunkelbraune, komplett schneefreie Insel im Archipel der Südlichen Shetlandinseln. Sie liegt rund 4 km nordnordöstlich des Newell Point von Robert Island in der Nelson Strait.
Chilenische Wissenschaftler gaben ihr ihren deskriptiven Namen.